# 山寮 (彰化縣二林鎮)
山寮，原寫為山藔，是臺灣彰化縣二林鎮的一個傳統地域名稱，位於該鎮中部偏西南。相較於今日行政區，其範圍大致與豐田里相近。

## 歷史
台灣清治末期至日治初期，山寮地區為一街庄，稱為「山藔庄」，隸屬於二林下堡。該庄北與舊趙甲庄、萬合庄為鄰，東邊凸出部分的東側與丈八斗庄為鄰，南邊為後厝庄、犁頭厝庄，西南邊一小段及西邊與二林庄為界。
1901年（日治明治三十四年）11月，全台廢縣廳改設二十廳，該庄隸屬於彰化廳。1903年（明治三十六年）6月，該庄編入「二林區」，隸屬於彰化廳。1909年（明治四十二年）10月，合併二十廳為十二廳，二林區改隸屬於臺中廳。1920年（大正九年），廢廳、支廳、區、街庄（舊制）改設州、郡、街庄（新制）、大字，該庄改制並雅化為「山寮」大字，隸屬於臺中州北斗郡二林庄。1937年，二林庄升格為二林街。
戰後二林街改制為二林鎮，隸屬於臺中縣，大字亦改制為里。1950年10月，中、彰、投分治，二林鎮改隸屬彰化縣。

## 聚落
本地區發展較早的聚落為田厝、下山藔，在日治期初期的官方地圖上已有記載。此外，本地區尚有十一戶、客人莊、山寮、十三戶等聚落。

## 交通
縣道143號（二溪路二段～一段）是漢寶至大城的道路，大致以北微東—南微西走向由本地區北部邊界西側入境後，轉北北東—南南西走向，於本地區西南端經縣道150號路口後出境。由該道路向北微東可前往舊趙甲、草湖、漢寶並止於省道台17線路口，向南南西可前往二林市區、大城並止於下山腳聚落南側的下山腳堤防道路路口。
縣道150號（斗苑路五段～四段）是芳苑至南投的道路，大致以西微南—東微北走向由本地區西部邊界南側入境後，經縣道143號路口後轉東再轉東微南以至出境。由該道路向西微南轉北北西再轉西南西再轉西北西經二林市區後可前往後寮、頂廍子、芳苑並止於省道台17線路口，向東微南可前往埤頭、國道1號北斗交流道、北斗、田中、名間西北部、南投等地。
鄉道彰129線（太平路二段～一段）是挖仔至二林的道路，其西南側端點位於本地區西南部凸出部分的東南部縣道150號路口。由此向北轉東北，經鄉道彰131線路口後續直行，出境後可前往萬合東南部、萬合與大排沙交界地帶、大排沙西北端、塗子崙、挖子並止於縣道148號路口。
鄉道彰131線（無名道路、田厝巷）是十三戶至後厝的道路，其西北側端點位於本地區西部偏北十三戶聚落西郊的縣道143號路口。由此向東南東轉北微東再轉東南東，其後轉東再轉南經田厝聚落東側後轉南南東，經鄉道129線路口後出境，可前往後厝並止於縣道150號路口。
鄉道彰172線（大智街）是二林至塗人厝的道路，其西側端點位於本地區西南端縣道143號路口。由此向東南東出境後可前往犁頭厝東部近邊界地帶並止於鄉道彰171線路口。

## 學校
- 二林工商
- 二林國小